# Donald L. Pilling

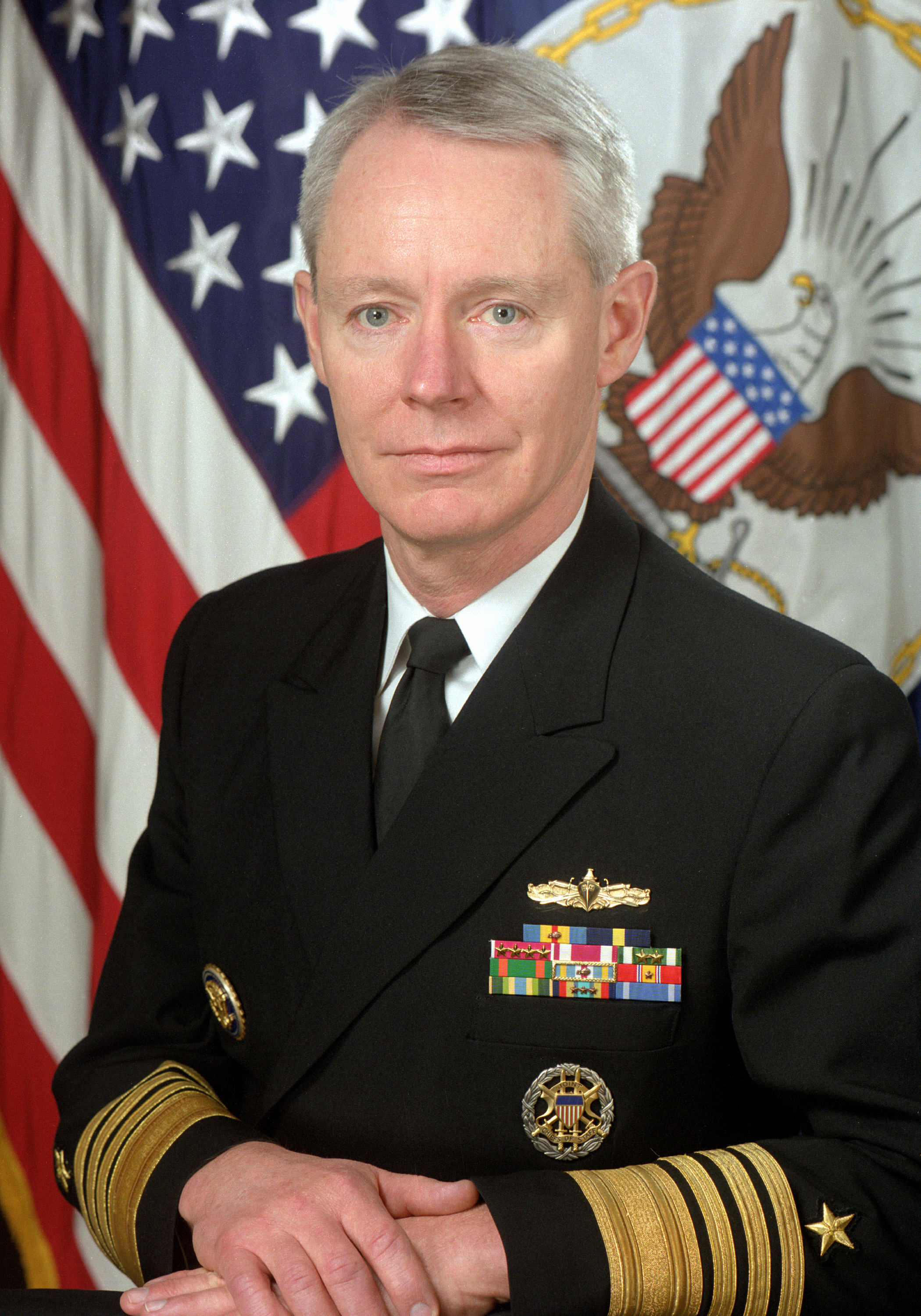
Admiral Donald L. Pilling

Donald Lee Pilling (* 4. Juni 1943 in Bayside, Queens, New York; † 26. Mai 2008 in Bethesda, Montgomery County, Maryland) war ein Admiral der US Navy, der zuletzt zwischen 1997 und 2000 Vize-Chef des Stabes der Marine (Vice Chief of Naval Operations) war.

## Leben

### Militärische Ausbildung und Verwendungen als Offizier

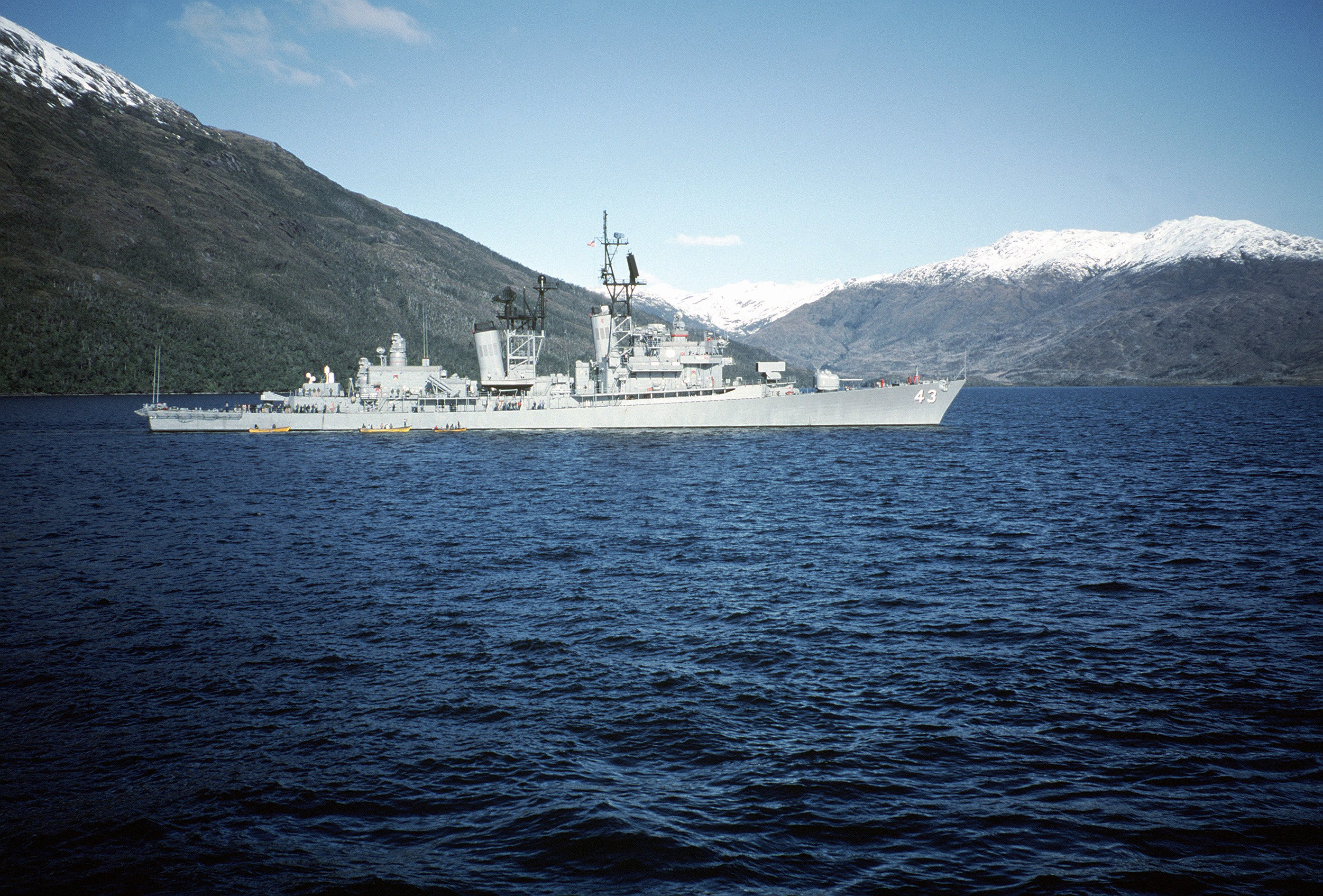
Fregattenkapitän Pilling war zwischen September 1983 und September 1985 Kommandant des Lenkwaffenzerstörers USS Dahlgren

Pilling begann nach der Schulausbildung eine Offiziersausbildung an der US Naval Academy in Annapolis, die er 1965 als Leutnant zur See abschloss. Er war einer der ersten Studenten des dortigen Trident Scholars-Programm und erwarb 1970 an der University of Cambridge einen Doktor der Mathematik mit einer Dissertation mit dem Titel The Algebra of Operators for Regular Events. Als Marineoffizier fand er Verwendungen auf Zerstörern und war zwischen 1973 und 1977 Referent für die Analyse der Ressourcen aller US-amerikanischen und ausländischen taktischen Flugzeug- und Raketenprogramme im Verteidigungsministerium sowie anschließend Kommandeur des Zerstörergeschwaders 26 (Destroyer Squadron 26).
Nachdem Pilling von 1980 bis 1983 Referent für die Auswertung der internationalen Umwelttrends und deren Nutzen für zukünftige Marinestreitkräfte im persönlichen Stab des Chefs des Marinestabes (Chief of Naval Operations), Admiral Thomas B. Hayward beziehungsweise ab dem 30. Juni 1982 von dessen Nachfolger Admiral James D. Watkins, war, fungierte er als Fregattenkapitän vom 13. September 1983 bis zum 7. September 1985 als Kommandant des Lenkwaffenzerstörers Dahlgren. Danach war er kurzzeitig Kommandeur der Kreuzergruppe 12 (Cruiser Group 12). 1985 wurde er Fellow der Brookings Institution, an der er bis 1986 einen Studienlehrgang für Verteidigungs- und nationalen Sicherheitsangelegenheiten besuchte. Im Anschluss war er zwischen 1986 und 1988 im Büro des Chief of Naval Operations Referent für die Entwicklung des Fünfjahres-Verteidigungsplans der Marine sowie daraufhin von 1989 bis Juli 1992 Mitglied im Stab des Nationalen Sicherheitsrates NSC (National Security Council).

### Aufstieg zum Admiral
Nachdem Pilling von Juli 1992 bis 1993 Kommandeur der Flugzeugträger-Schlachtschiff-Gruppe (Carrier Battle Group) mit dem Flugzeugträger Saratoga als Flaggschiff war, fungierte er zwischen 1993 und 1995 als Leiter des Referats für Programme beim Chief of Naval Operations. Anschließend löste er im April 1995 Vizeadmiral Joseph W. Prueher als Kommandeur der Sechsten US-Flotte (US Sixth Fleet) ab und bekleidete diesen Posten bis zu seiner Ablösung durch Vizeadmiral Charles S. Abbot im Juli 1996. Zugleich war er in dieser Zeit in Personalunion auch Kommandeur der in Neapel stationierten Marineangriffs- und Unterstützungskräfte der NATO in Südeuropa STRIKFORNATO (Naval Striking and Support Forces Southern Europe). Nach Beendigung dieser Verwendung war er zwischen Juli 1996 und November 1997 stellvertretender Chef des Marinestabes für Ressourcen, Kriegsführungsanforderungen und -bewertungen (Deputy Chief of Naval Operations, Resources, Warfare Requirements and Assessments).
Zuletzt löste Admiral Pilling im Oktober 1997 Admiral Harold W. Gehman, Jr. als Vize-Chef des Stabes der Marine (Vice Chief of Naval Operations) und bekleidete diesen Posten bis Oktober 2000, woraufhin Admiral William J. Fallon seine Nachfolge antrat. Im Oktober 2000 schied er nach 35-jähriger Dienstzeit aus dem aktiven militärischen Dienst aus. Für seine Verdienste wurde er zwei Mal mit der Defense Distinguished Service Medal, der Navy Distinguished Service Medal sowie fünf Mal mit dem Legion of Merit ausgezeichnet.
2002 trat er in das Logistics Management Institute (LMI) ein, das Regierungsinstitutionen in Fragen der Logistik und anderen Bereichen des öffentlichen Managements berät. Pilling, der mit Barbara Orbon Pilling verheiratet war, verstarb am 26. Mai 2008 an Leukämie und wurde im Anschluss auf dem Friedhof der US Naval Academy Cemetery in Annapolis bestattet.

## Auszeichnungen
- Defense Distinguished Service Medal (2×)
- Navy Distinguished Service Medal
- Legion of Merit (5×)